# Cociente AST/ALT
El cociente AST/ALT es la relación entre las concentraciones de las enzimas aspartato transaminasa (AST) y alanina transaminasa (ALT) en la sangre de un ser humano o animal . Se mide con un análisis de sangre y, a veces, es útil en el diagnóstico médico para diferenciar entre las causas de daño hepático o hepatotoxicidad.
La mayoría de las causas de lesión de las células hepáticas están asociadas con un mayor aumento de ALT que de AST. Sin embargo, una proporción de AST/ALT de 2:1 o mayor sugiere enfermedad hepática alcohólica, particularmente en el contexto de una gamma-glutamil transferasa (GGT) elevada.
El cociente AST/ALT también puede estar ocasionalmente elevado en un patrón de enfermedad hepática en pacientes con esteatohepatitis no alcohólica, y frecuentemente está elevado en un patrón de enfermedad hepática alcohólica en pacientes con hepatitis C que han desarrollado cirrosis. Además, los pacientes con enfermedad de Wilson o cirrosis por hepatitis viral pueden tener un AST mayor que el ALT, aunque la relación no suele ser superior a dos.
Cuando la AST es mayor que la ALT, debe considerarse una fuente muscular de estas enzimas. Por ejemplo, la inflamación muscular debida a la dermatomiositis puede causar AST>ALT. Esto es un buen recordatorio de que la AST y la ALT, por sí solas, no son buenas medidas de la función hepática cuando otras fuentes pueden influir en la AST y/o la ALT, porque no reflejan de forma fiable la capacidad sintética del hígado, y pueden provenir de tejidos distintos del hígado (como el músculo).

## Magnitud de las elevaciones de AST y ALT
La magnitud de las elevaciones de AST y ALT varía en función de la causa de la lesión hepatocelular. Aunque los valores pueden variar entre individuos, a continuación se indican los patrones típicos de AST y ALT en relación con el "límite superior normal" (LSN):
- Hígado graso alcohólico: AST> 8 veces el LSN (límite superior normal); ALT> 5 veces el LSN (límite superior normal).
- Hígado graso no alcohólico: AST y ALT> 4 veces el LSN.
- Hepatitis viral aguda o hepatitis relacionada con toxinas con ictericia: AST y ALT> 25 veces el LSN.
- Hepatopatía isquémica (hepatitis isquémica, hígado de choque): AST y ALT> 50 veces el LSN (además, la lactato deshidrogenasa (LDH) suele estar marcadamente elevada).
- Infección crónica por el virus de la hepatitis C: amplia variabilidad, normalmente normal a menos del doble del LSN, rara vez más de 10 veces el LSN.
- Infección crónica por el virus de la hepatitis B: los niveles fluctúan; la AST y la ALT pueden ser normales, aunque la mayoría de los pacientes presentan elevaciones de leves a moderadas (aproximadamente el doble del LSN); con exacerbaciones, los niveles son más de 10 veces el LSN.

## Historia
También se conoce como cociente de De Ritis, llamado así por Fernando De Ritis, quien realizó análisis de transaminasas en 1957. 